# Capriglio
Capriglio est une commune italienne de la province d'Asti, dans la région Piémont.

## Administration
| Période                                  | Période | Identité | Étiquette | Qualité |
| ---------------------------------------- | ------- | -------- | --------- | ------- |
|                                          |         |          |           |         |
| Les données manquantes sont à compléter. |         |          |           |         |

### Communes limitrophes
Buttigliera d'Asti, Castelnuovo Don Bosco, Cerreto d'Asti, Montafia, Passerano Marmorito, Piovà Massaia

## Personnalités liées à la commune
- Marguerite Occhiena (1788-1856), née à Capriglio, vénérable, mère de Don Bosco.